# Stalingrad (Computerspiel)
Stalingrad (vollständiger Originaltitel: Great Battles of WWII: Stalingrad) ist ein Echtzeit-Strategiespiel für Windows, das während der Zeit des Zweiten Weltkrieges spielt. Es wurde vom russischen Studio DTF Games entwickelt und von cdv Software Entertainment vertrieben. 2022 wurde es von Fulqrum Publishing bei Steam digital wiederveröffentlicht.

## Handlung
Nachgespielt wird der deutschen Überfall auf die Sowjetunion, der in die Schlacht von Stalingrad und später den sowjetischen Gegenstoß mündet, entweder aus Sicht der Roten Armee oder der Wehrmacht.

## Spielprinzip
Die Kampagne ist aufgeteilt in 36 Missionen. Spielerisch sind Entfernungen und Sichtlinien von Bedeutung. Simuliert werden auch der Häuserkampf und das Gefecht der verbundenen Waffen. Dabei kommen zeitgenössische Waffen wie Panzerkampfwagen III und Panzerkampfwagen IV in verschiedenen Variationen, der T-34 oder die Stalinorgel zum Tragen. Teils sind auch Prototypen wie der Sture Emil im Einsatz.

## Entwicklung
Verwendet wird die gleiche Spiel-Engine der Blitzkrieg-Computerspielreihe. Der Soundtrack stammt von Band Skafandr aus St. Petersburg.

## Rezeption
PC Action bemängelte die veraltete Grafik und den unpassenden Heavy Metal Soundtrack. PC Games empfand den Titel als ansonsten historisch akkurate Umsetzung. 4Players lobte die abwechslungsreichen Missionen. Spielerisch böte es jedoch keine Innovationen.